# David Muñoz (motociclista)
David Muñoz Rodríguez (Brenes, Sevilla; 15 de mayo de 2006) es un piloto de motociclismo español. Ha sido dos veces subcampeón de la MotoGP Rookies Cup en 2020 y 2021. Desde 2022 compite en el Campeonato del Mundo de Motociclismo de Moto3, actualmente con el equipo Dinavolt Intact GP.

## Biografía

### Inicios
En 2018 participó en la European Talent Cup, donde en dos temporadas obtuvo tres podios incluido una victoria en MotorLand Aragón. En 2020 ingresó a la Red Bull MotoGP Rookies Cup, en su primera temporada terminó con tres podios y el año siguiente sumó siete más, incluidas dos victorias. Estos resultados le llevaron a terminar tercero en la clasificación de pilotos. El mismo año participó en el Campeonato del Mundo FIM JuniorGP, donde ganó dos carreras más, la primera en Aragón y la segunda en Jerez .

### Moto3

#### 2022
En 2022, Muñoz debutó en el mundial de motociclismo con el equipo Boé Motorsports en Moto3. Al tener menos de 16 años, que era la edad mínima para competir en la categoría, Muñoz se vio obligado por reglamento a perderse las siete primeras carreras de la temporada y debutó en el Gran Premio de Italia . En el Gran Premio de Cataluña, el segundo disputado por el español, consiguió su primer podio en el campeonato del mundo, finalizando segundo por detrás de Izan Guevara . Durante la temporada volvió a subir al podio, terminando en tercer lugar en el Gran Premio de Austria .

#### 2023
Para la temporada 2023, Muñoz continúa corriendo para el equipo Boé Motorsports en Moto3. En la primera carrera de la temporada en Portimão terminó segundo detrás de Daniel Holgado . En esta temporada ha conseguido tres podios de momento, el último en el Gran Premio de Indonesia.

## Resultados

### European Talent Cup
| Año  | Moto  | 1     | 2      | 3     | 4     | 5      | 6      | 7      | 8      | 9      | 10      | 11     | Pts. | Pos. |
| ---- | ----- | ----- | ------ | ----- | ----- | ------ | ------ | ------ | ------ | ------ | ------- | ------ | ---- | ---- |
| 2018 | Honda | EST1  | EST2   | VAL1  | VAL2  | CAT 17 | ARA1 8 | ARA2 1 | JER1 6 | JER2 6 | ALB Ret | VAL 19 | 53   | 13.º |
| 2019 | Honda | EST 3 | EST 13 | VAL 5 | VAL 2 | CAT    | ARA    | ARA    | JER    | JER    | ALB     | VAL 11 | 55   | 11.º |

### Red Bull MotoGP Rookies Cup
| Año  | 1      | 2      | 3      | 4      | 5        | 6        | 7      | 8        | 9        | 10     | 11     | 12     | 13     | 14     | Pts. | Pos. |
| ---- | ------ | ------ | ------ | ------ | -------- | -------- | ------ | -------- | -------- | ------ | ------ | ------ | ------ | ------ | ---- | ---- |
| 2020 | RBR1 2 | RBR2 2 | RBR3 3 | RBR4 8 | ARA1 Ret | ARA2 Ret | ARA3 4 | ARA4 9   | VAL1 Ret | VAL2 3 | VAL3 1 | VAL4 1 |        |        | 150  | 2.º  |
| 2021 | POR1 5 | POR2 4 | SPA1 1 | SPA2 7 | MUG1 2   | MUG2 1   | GER1 3 | GER2 Ret | RBR1 4   | RBR2 3 | RBR3 2 | RBR4 6 | ARA1 2 | ARA2 4 | 211  | 2.º  |

### Campeonato del Mundo JuniorGP Moto3
| Año  | Moto | 1      | 2       | 3        | 4       | 5        | 6       | 7       | 8       | 9       | 10       | 11       | 12       | Pts. | Pos. |
| ---- | ---- | ------ | ------- | -------- | ------- | -------- | ------- | ------- | ------- | ------- | -------- | -------- | -------- | ---- | ---- |
| 2020 | KTM  | EST 12 | POR Ret | JER1 Ret | JER2 10 | JER3 Ret | ARA1 11 | ARA2 15 | ARA3 16 | VAL1 17 | VAL2 Ret | VAL3 Ret |          | 16   | 20.º |
| 2021 | KTM  | EST 5  | VAL1 5  | VAL2 Ret | CAT1 2  | CAT2 5   | POR 5   | ARA 1   | JER1 2  | JER2 1  | RSM 3    | VAL3 19  | VAL4 Ret | 150  | 3.°  |

### Campeonato del Mundo de Motociclismo
Sistema de puntuación de 1993 hasta 2022:
| Posición | 1.º | 2.º | 3.º | 4.º | 5.º | 6.º | 7.º | 8.º | 9.º | 10.º | 11.º | 12.º | 13.º | 14.º | 15.º |
| Puntos   | 25  | 20  | 16  | 13  | 11  | 10  | 9   | 8   | 7   | 6    | 5    | 4    | 3    | 2    | 1    |

Sistema de puntuación desde 2023 en adelante:
| Posición       | 1.º | 2.º | 3.º | 4.º | 5.º | 6.º | 7.º | 8.º | 9.º | 10.º | 11.º | 12.º | 13.º | 14.º | 15.º |
| Puntos         | 25  | 20  | 16  | 13  | 11  | 10  | 9   | 8   | 7   | 6    | 5    | 4    | 3    | 2    | 1    |
| Carrera sprint | 12  | 9   | 7   | 6   | 5   | 4   | 3   | 2   | 1   |      |      |      |      |      |      |

#### Por categoría
| Cat.  | Temporadas    | 1.er Gran Premio | 1.er Podio    | 1.ª Victoria  | Carreras | Victorias | Podios | Poles | V.Ráp. | Pts. | CM |
| ----- | ------------- | ---------------- | ------------- | ------------- | -------- | --------- | ------ | ----- | ------ | ---- | -- |
| Moto3 | 2022-presente | Italia 2022      | Cataluña 2022 | Aragón 2025   | 42       | 0         | 7      | 1     | 1      | 323  | 0  |
| Total | 2022–Presente | 2022–Presente    | 2022–Presente | 2022–Presente | 42       | 0         | 7      | 1     | 1      | 323  | 0  |

#### Por temporada
| Temporada | Cat.  | Moto  | Equipo             | Carreras | Victorias | Podios | Poles | V.Ráp. | Pts. | Pos. |
| --------- | ----- | ----- | ------------------ | -------- | --------- | ------ | ----- | ------ | ---- | ---- |
| 2022      | Moto3 | KTM   | Boé Motorsports    | 13       | 0         | 2      | 0     | 1      | 93   | 13.º |
| 2023      | Moto3 | KTM   | Boé Motorsports    | 17       | 0         | 2      | 1     | 0      | 113  | 10.º |
| 2024      | Moto3 | KTM   | Boé Motorsports    | 12       | 0         | 3      | 0     | 0      | 117  | 5.°  |
| 2025      | Moto3 | KTM   | Dinavolt Intact GP |          |           |        |       |        | *    | *    |
| Total     | Total | Total | Total              | 42       | 0         | 7      | 1     | 1      | 323  |      |

#### Carreras por año
| Año  | Cat.  | Moto | 1       | 2       | 3       | 4       | 5       | 6     | 7       | 8      | 9     | 10     | 11      | 12      | 13      | 14      | 15      | 16      | 17      | 18     | 19      | 20    | 21  | 22  | Pos. | Pts. |
| ---- | ----- | ---- | ------- | ------- | ------- | ------- | ------- | ----- | ------- | ------ | ----- | ------ | ------- | ------- | ------- | ------- | ------- | ------- | ------- | ------ | ------- | ----- | --- | --- | ---- | ---- |
| 2022 | Moto3 | KTM  | QAT     | INA     | ARG     | AME     | POR     | SPA   | FRA     | ITA 11 | CAT 2 | GER 9  | NED Ret | GBR Ret | AUT 3   | RSM 12  | ARA 7   | JPN 5   | THA 9   | AUS 11 | MAL Ret | VAL 7 |     |     | 13.º | 93   |
| 2023 | Moto3 | KTM  | POR 2   | ARG 16  | AME Ret | SPA DNS | FRA     | ITA   | GER 12  | NED 5  | GBR 5 | AUT 9  | CAT Ret | RSM 4   | IND 6   | JPN 6   | INA Ret | AUS Ret | THA Ret | MAL 17 | QAT 12  | VAL 9 |     |     | 10.º | 113  |
| 2024 | Moto3 | KTM  | QAT 16  | POR 9   | AME 5   | SPA 2   | FRA Ret | CAT 5 | ITA 5   | NED 3  | GER 8 | GBR 12 | AUT 2   | ARA 7   | RSM Ret | ERM Ret | INA 3   | JPN 8   | AUS 5   | THA 6  | MAL 17  | SLD 6 |     |     | 5.°  | 172  |
| 2025 | Moto3 | KTM  | THA Ret | ARG Ret | AME Ret | QAT 6   | SPA Ret | FRA 3 | GBR Ret | ARA 1  | ITA 5 | NED 2  | GER 1   | CZE 3   | AUT 3   | HUN     | CAT     | RSM     | JPN     | INA    | AUS     | MAL   | POR | VAL | 3.°  | 139  |

| Color     | Resultado                                                               |
| --------- | ----------------------------------------------------------------------- |
| Oro       | Ganador                                                                 |
| Plata     | 2.ª plaza                                                               |
| Bronce    | 3.ª plaza                                                               |
| Verde     | Finalizó en los puntos                                                  |
| Azul      | Finalizó sin puntos                                                     |
| Azul      | NC - No clasificado                                                     |
| Violeta   | Ret - No terminó (Carrera)                                              |
| Rojo      | DNQ - No se clasificó                                                   |
| Negro     | DSQ - Descalificado                                                     |
| Blanco    | DNS - No empezó (carrera)                                               |
| Blanco    | WD - Retirado (fin de semana)                                           |
| Blanco    | C - Carrera cancelada                                                   |
| Sin color | DNP - Inscrito pero no participó                                        |
| Sin color | INJ - Lesionado                                                         |
| Sin color | EX - Excluido                                                           |
| Estado    | Resultado                                                               |
| Negrita   | Pole position                                                           |
| Cursiva   | Vuelta rápida                                                           |
| †         | Abandona, pero clasifica al completar el porcentaje requerido para ello |